# Janet Finchová
Janet Finchová CBE (* 13. února 1946, Liverpool, Velká Británie), celým jménem profesorka Dame Janet Valerie Finch, DBE, DL, BA, PhD, FAcSS je britská socioložka, bývalá rektorka University of Keele, v současnosti působící na Manchesterské univerzitě.

## Život
Janet Finchová se narodila a vyrostla v poválečném anglickém Liverpoolu. Získala stipendium na Merchant Taylors’ School a poté odešla studovat sociologii na Bedford College londýnské univerzity.
Po dvou letech na Hullské univerzitě působila na Lancasterské univerzitě, kde se později stala prorektorkou a profesorkou sociálních vztahů. Roku 1995 byla jmenována rektorkou University of Keele a po patnáctiletém působení v této funkci odešla v létě 2010 do Morganova centra pro studium vztahů a osobního života univerzity v Manchesteru.
Během své akademické kariéry se také podílela na činnosti řady národních strategických orgánů v oblasti vysokého školství. Zasedá v Radě pro vědu a výzkum, poradním orgánu britské vlády. Předsedá správní radě Národního sociologického centra (National Centre for Social Research), která je největší britskou neziskovou organizací zabývající se aplikovanou sociologií. V minulosti působila také v Radě pro ekonomický a sociální výzkum (Council of the Economic and Social Research, do prosince 2011), ve správní radě Agentury pro zajišťování kvality ve vysokém školství (Quality Assurance Agency for Higher Education, QAA) nebo v nezávislé poradní komisi připomínkující Chartu BBC (r. 2004).
V roce 2011 se ucházela o místo ředitelky britského statistického úřadu UK Statistics Authority, kandidatury se však vzdala. V roce 2012 pak vzbudila pozornost zpráva o možnostech zlepšení přístupu k publikovaným výzkumným nálezům z pera pracovní skupiny vedené právě Janet Finchovou (tzv. Finch Group).

## Dílo
Jádro jejího vědeckého zájmu leží ve studiu rodinných vztahů, především napříč generacemi. Je autorkou nebo spoluautorkou řady knih a článků, zejména:
- Married to the Job: Wives' Incorporation in Men's Work (1983)
- Education as Social Policy (1984)
- Research and Policy: the Uses of Qualitative Methods in Social and Educational Research (1986)
- Family Obligations and Social Change (1989)
- Negotiating Family Responsibilities (společně s Jennifer Masonovou, 1993)
- Wills, Inheritance and Families (společně s Lynn Hayesovou, Jennifer Masonovou a Lorraine Wallisovou, 1996)
- Passing On: Kinship and Inheritance in England (společně s Jennifer Masonovou, 2000)

## Ocenění
Za své zásluhy v oblasti sociálních věd byla v roce 1999 oceněna komandérským odznakem Řádu britského impéria (CBE) a o devět let později, při příležitosti královniných narozenin roku 2008 týmž oceněním úrovně rytíře-komandéra (Dame Commander, DBE). Sedm univerzit jí za přínos sociologii a vysokému školství obecně udělilo čestný titul.